# 萨拉曼卡旧主教座堂

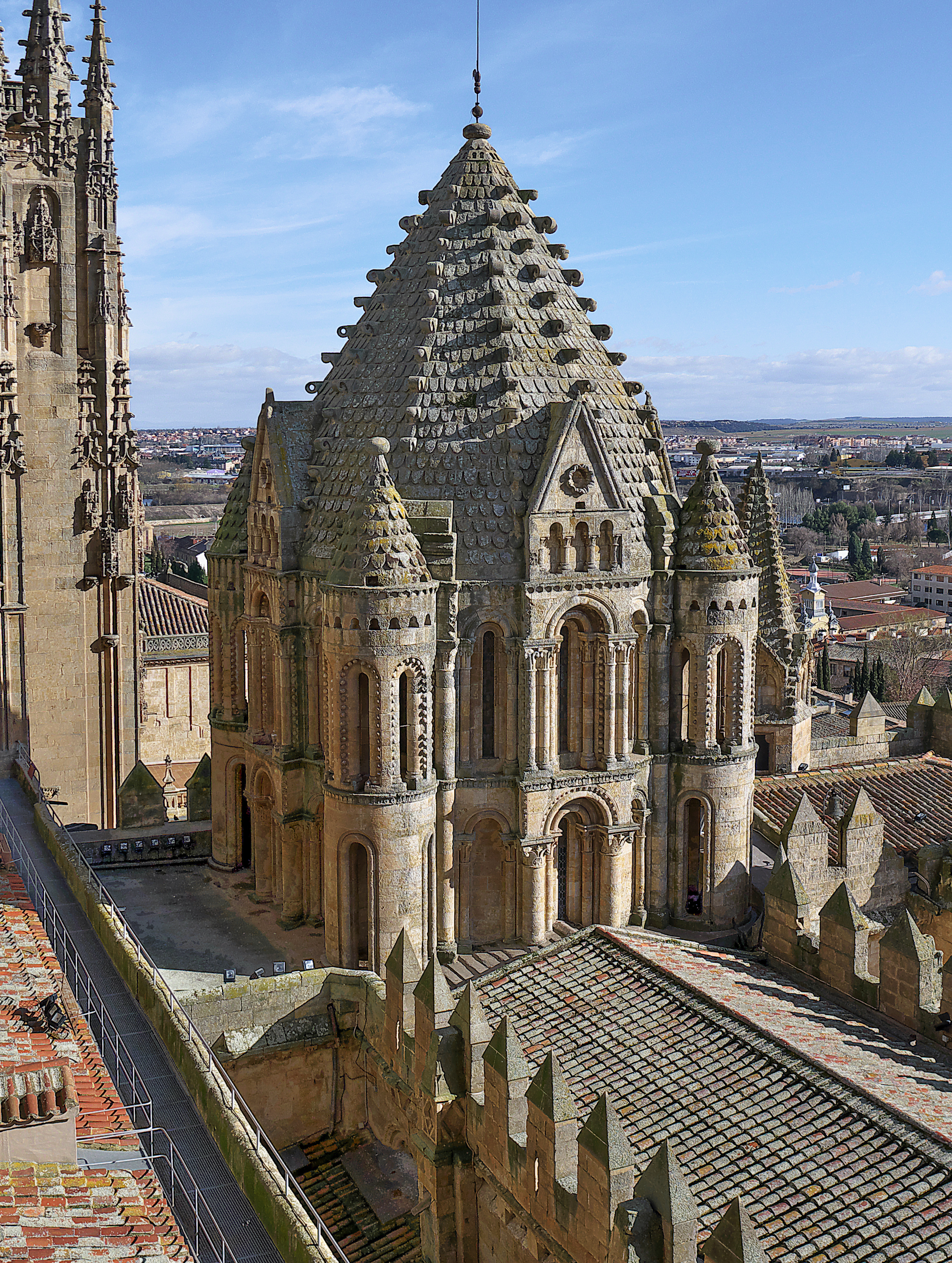
钟楼

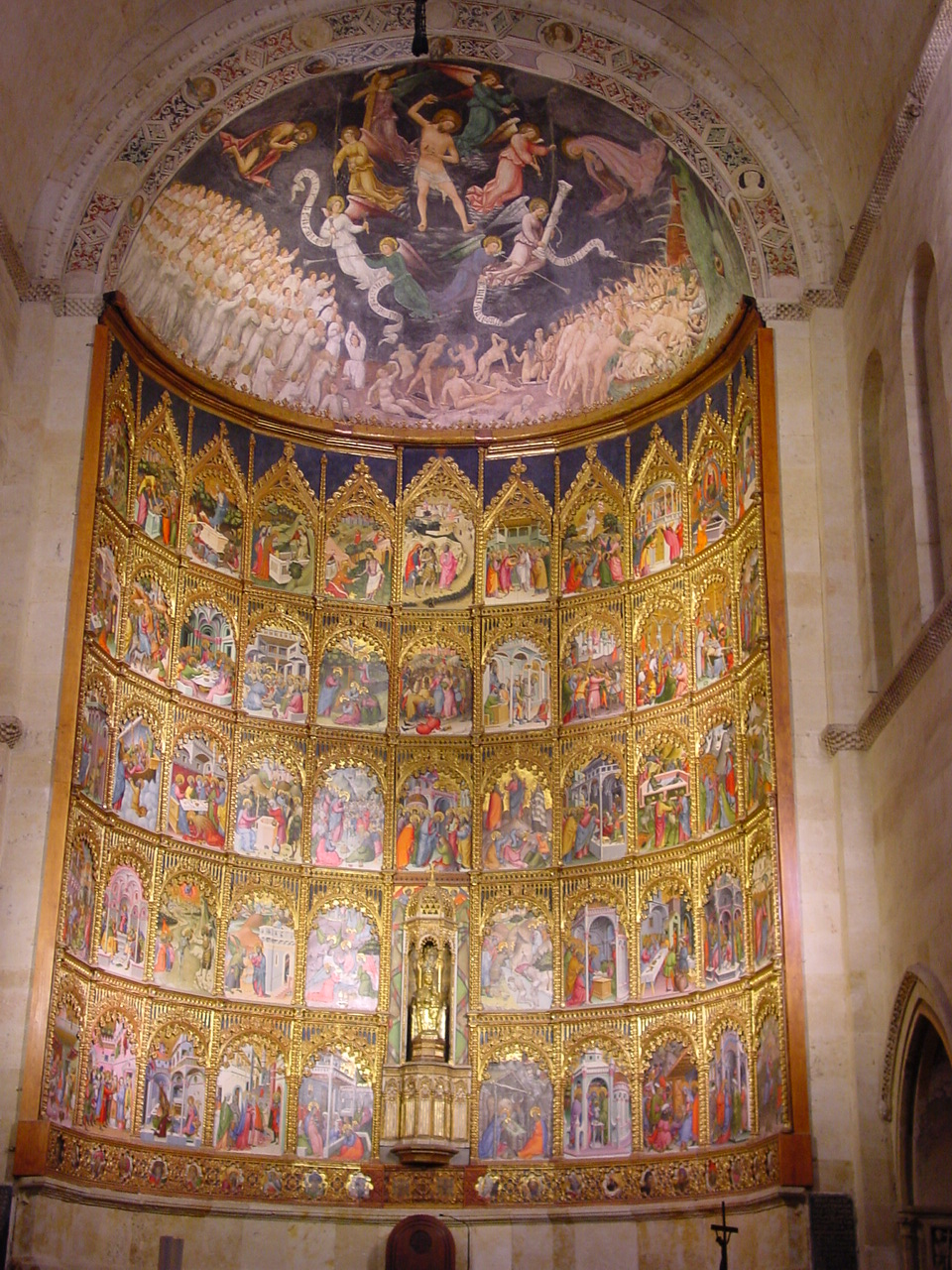
后殿

萨拉曼卡旧主教座堂（西班牙语：Catedral Vieja de Santa María）是一座罗马天主教的主教座堂，位于西班牙萨拉曼卡，与萨拉曼卡新主教座堂毗邻。
供奉圣母。始建于12世纪，完成于14世纪，罗曼式/哥特式风格。
堂内有15世纪意大利艺术家的作品，描绘耶稣和圣母的生平。